# دریاچه آیراغ
دریاچه آیراغ (به لاتین: Airag Lake) یک دریاچه در مغولستان است که در استان اووس واقع شده‌است.